# Rainbow Rock Festival
Rainbow Rock Festival är en kristen metal festival som har arrangerats på Arena Satelliten i Sollentuna, Stockholm samt i Runemo i Ovanåkers kommun. Utöver banden hålls även seminarium för festivalbesökarna. Festivalen är drog- och alkoholfri.
Rainbow Rock Festival arrangeras av Christian Metalheads International, med kristna metalband från både Europa och USA. Festivalen ordnades första gången 2017, då med banden Bloodgood och Hypersonic som headliner-band.

## Band som spelat på Rainbow Rock Festival
- Adorned Graves
- Askara
- Back Pocket Prophet
- Bloodgood
- Cat O' Nine Tails
- Cell 9
- Eleos
- Flukt
- Hilastherion
- Holy Blood
- Hypersonic
- Immortal Souls
- Inborn Tendency
- I.N.D. (In Nomine Dei)
- KISH
- Northern Flame
- One Bad Pig
- Parakletos
- Peter118
- PJ Bostic
- Poltinmerkki
- Polution
- Proclaim
- Rainforce
- Rifferspock
- Saved From Ourselves
- Scarlotte
- Spyker
- Triuwint
- Unseen Faith
- Veritas Infinita